# Oncidium stelligerum
Oncidium stelligerum är en orkidéart som beskrevs av Heinrich Gustav Reichenbach. Oncidium stelligerum ingår i släktet Oncidium och familjen orkidéer. Inga underarter finns listade i Catalogue of Life.